# 库尔塞勒 (滨海夏朗德省)
库尔塞勒（法語：Courcelles，法語發音：[kuʁsɛl] ⓘ）是法国滨海夏朗德省的一个市镇，位于该省东部，属于圣让当热利区。

## 地理
库尔塞勒（45°57'21"N, 0°28'40"W）面积6.77 平方千米，位于法国新阿基坦大区滨海夏朗德省，该省份为法国西部滨海省份，北起旺代省，西临大西洋，南至吉倫特省，东南接多爾多涅省，东北接德塞夫勒省接壤，东临夏朗德省。
与库尔塞勒接壤的市镇（或旧市镇、城区）包括：昂特藏-拉沙佩勒、普尔赛-加尔诺、圣让当热利、圣于连德莱斯卡普、韦尔旺、埃苏韦尔。

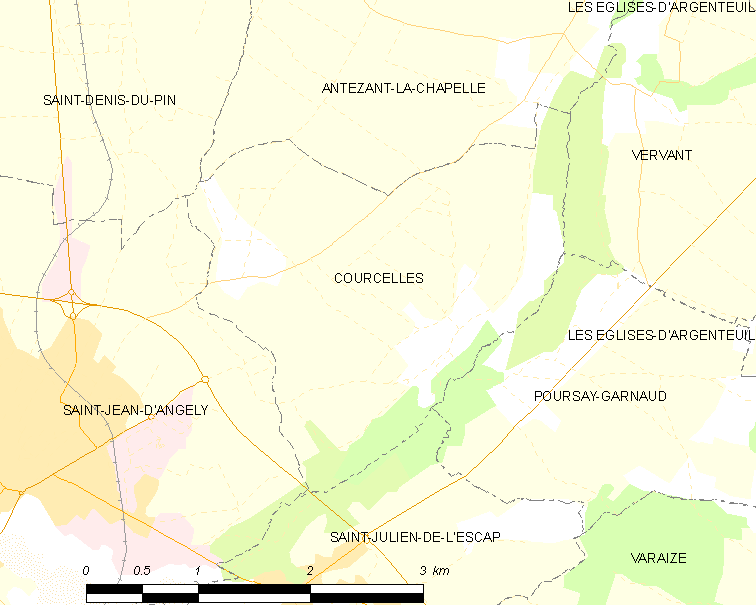
的OSM定位图

库尔塞勒的时区为UTC+01:00、UTC+02:00（夏令时）。

## 行政
库尔塞勒的邮政编码为17400，INSEE市镇编码为17125。

## 政治
库尔塞勒所属的省级选区为马塔县。

## 人口

1962-2008年间人口变化图示

库尔塞勒于2022年1月1日时的人口数量为454人。